# Saint-Gérons
Saint-Gérons település Franciaországban, Cantal megyében. Lakosainak száma 229 fő (2022. január 1.). Saint-Gérons Glénat, Laroquebrou, Saint-Étienne-Cantalès, Siran, Lacapelle-Viescamp és Le Rouget-Pers községekkel határos.

## Népesség
A település népessége az elmúlt években az alábbi módon változott:
| Lakosok száma | 278  | 178  | 179  | 166  | 221  | 219  | 217  | 222  | 224  | 229  |
|               | 1968 | 1982 | 1990 | 2006 | 2013 | 2015 | 2017 | 2019 | 2020 | 2022 |